# 하마센역
하마센역(중국어 정체자: 哈瑪星站) 또는 하마싱역은 타이완 가오슝시 구산 구에 위치한 가오슝 첩운 귤선의 종점역이다.

## 역 구조

### 승강장
| 지면     | 출입구                           | 출입구                                   |
| 지하 1층 | 대합실                           | 대합실                                   |
| 지하 1층 | 대합실                           | 화장실                                   |
| 지하 2층 | 1호 플랫폼                       | 가오슝 첩운 귤선 다랴오방면（옌쳉부역）→ |
| 지하 2층 | 섬식 승강장，승강장 측 문이 열림 |                                          |
| 지하 2층 | 2호 플랫폼                       | 가오슝 첩운 귤선 다랴오방면（옌쳉부역）→ |

## 역 출입구
출입구1는 역의 서쪽 끝에 위치하며, 출입구2는 역의 동쪽 끝에 위치한다. 출입구1에는 장애인용 엘리베이터가 있다.
- 출입구1: 가오슝 페리 역, 가오슝 우체국
- 출입구2: 가오슝 세관, 가오슝 피셔 맨즈 워프